# Manchester City Football Club 1990-1991
Nella stagione1990-1991 il Manchester City ha partecipato alla FA Premier League, primo livello del campionato inglese. In campionato giunse al 5º posto. Nella FA Cup e nella Football League Cup venne eliminato rispettivamente al 5º e 3º turno. Nella Full Members Cup, la competizione giocata dalle società inglesi per ovviare ai cinque anni di squalifica dopo la Tragedia dell'Heysel venne eliminata al 4º turno.
Niall Quinn fu nominato giocatore dell'anno della società.

## Team kit
Lo sponsor tecnico fu Umbro, il main sponsor fu invece Brother.

## Rosa
Rosa della prima squadra
| N. |                        | Ruolo | Calciatore       |
| -- | ---------------------- | ----- | ---------------- |
|    | Inghilterra (bandiera) | P     | Tony Coton       |
|    | Galles (bandiera)      | P     | Martyn Margetson |
|    | Galles (bandiera)      | P     | Andy Dibble      |
|    | Inghilterra (bandiera) | D     | Alan Harper      |
|    | Inghilterra (bandiera) | D     | Neil Pointon     |
|    | Inghilterra (bandiera) | D     | Steve Redmond    |
|    | Inghilterra (bandiera) | D     | David Brightwell |
|    | Inghilterra (bandiera) | D     | Ian Brightwell   |
|    | Scozia (bandiera)      | D     | Colin Hendry     |
|    | Inghilterra (bandiera) | C     | Mark Brennan     |
|    | Inghilterra (bandiera) | C     | Adrian Heath     |
|    | Inghilterra (bandiera) | C     | Steve McMahon    |

| N. |                        | Ruolo | Calciatore     |  |
| -- | ---------------------- | ----- | -------------- |  |
|    | Inghilterra (bandiera) | C     | Paul Lake      |  |
|    | Inghilterra (bandiera) | C     | Gary Megson    |  |
|    | Inghilterra (bandiera) | C     | Mike Quigley   |  |
|    | Inghilterra (bandiera) | C     | Peter Reid     |  |
|    | Inghilterra (bandiera) | C     | Mark Ward      |  |
|    | Inghilterra (bandiera) | C     | David White    |  |
|    | Inghilterra (bandiera) | A     | Clive Allen    |  |
|    | Inghilterra (bandiera) | A     | Jason Beckford |  |
|    | Inghilterra (bandiera) | A     | Wayne Clarke   |  |
|    | Inghilterra (bandiera) | A     | Ashley Ward    |  |
|    | Irlanda (bandiera)     | A     | Niall Quinn    |  |